# Virginia Water
Virginia Water – wieś w Anglii, w hrabstwie Surrey, w dystrykcie Runnymede. Leży 35 km na zachód od centrum Londynu.